# Бесюй
Бесю́й (каз. Бесүй) — село у складі Улькен-Наринського району Східноказахстанської області Казахстану. Входить до складу Новополяковського сільського округу.
Населення — 93 особи (2021; 161 у 2009, 214 у 1999, 244 у 1989).
Національний склад станом на 1989 рік:
- росіяни — 66 %
- казахи — 21 %

У радянські часи село називалось також Бесуй.